# Tomio Okamura
Tomio Okamura (岡村 富夫 Okamura Tomio?, n. el 4 de julio de 1972 en Tokio, Japón) es un empresario, escritor y político checo, desde  2013 es diputado en Parlamento de la República Checa y desde su fundación en 2015 es líder del partido de ultraderecha Libertad y Democracia Directa.

## Primeros años de vida y antecedentes
Nació en Tokio, de padre japonés y madre checoslovaca, Okamura llegó a Checoslovaquia por primera vez cuando tenía seis años de edad. En su juventud trabajó como vendedor de palomitas en los cines de Japón.

## Empresa
Okamura es conocido por su relación con una serie de empresas, incluyendo la Asociación de Agencias de Viajes Checa (Checo: Asociace českých cestovních kanceláří a agentur, AČCKA), donde ha trabajado como portavoz y vicepresidente. Las empresas que Okamura ha dirigido incluyen Miki travel como agente y la tienda de alimentos Japa.
Okamura ha sido juez en la versión checa del programa de televisión Dragons' Den, conocido como Den D.

## Carrera política
En junio de 2012, Okamura anunció su candidatura para las elecciones de 2012 en el Senado checo como candidato independiente en Zlín. En las elecciones, celebradas en octubre, Okamura fue elegido tras una primera ronda de votación en la que recibió más del 30% de los votos. En la segunda ronda, Okamura venció a Stanislav Mišák, con más del 66% de los votos ocupando su escaño en el Senado el 20 de octubre de 2012.
Tras esta victoria Okamura anunció su intención de postularse como candidato a las elecciones presidenciales de la República Checa de 2013. Fue descalificado cuando se descubrió que muchos de las firmas que había proporcionado eran ficticias.
En 2013 se presentó a las elecciones legislativas y fue elegido diputado por el partido Amananecer de Democracia Directa (Checo: Úsvit přímé demokracie), logrando un 6,9 por ciento de votos. Más tarde fue expulsado en una disputa del partido.  En 2015 creó el partido Libertad y Democracia Directa, con el que concurrió en octubre de 2017 a las elecciones legislativas logrando el 10,6 % de los votos situándose en cuarto lugar tras el ANO, los conservadores del ODS y el Partido Pirata.

## Escritura
Okamura ha escrito varios libros, entre ellos Český sen, que fue lanzado en 2010.

## Vida personal
Okamura es checo a través de su madre, que proviene de la Región de Zlín. En enero de 2012, se informó que Okamura estaba saliendo con una estudiante checa de 20 años de edad. Tiene dos hermanos: Hayato Okamura, también político, Diputado del Parlamento de la República Checa desde 2021 y el arquitecto Osamu Okamura.